# روبرت إي. كينت
روبرت إي. كينت (بالإنجليزية: Robert E. Kent)‏ هو منتج أفلام وكاتب سيناريو أمريكي، ولد في 31 أغسطس 1911 في منطقة قناة بنما في الولايات المتحدة، وتوفي في 11 ديسمبر 1984 في لوس أنجلوس في الولايات المتحدة.

## وصلات خارجية
- روبرت إي. كينت على موقع IMDb (الإنجليزية)
- روبرت إي. كينت على موقع ألو سيني (الفرنسية)
- روبرت إي. كينت على موقع ميوزك برينز (الإنجليزية)
- روبرت إي. كينت على موقع قاعدة بيانات الأفلام السويدية (السويدية)
- روبرت إي. كينت على موقع ديسكوغز (الإنجليزية)
- روبرت إي. كينت على موقع قاعدة بيانات الفيلم (الإنجليزية)
- روبرت إي. كينت على موقع كينوبويسك (الروسية)